# Pseudoluperus linus
Pseudoluperus linus es una especie de insecto coleóptero de la familia Chrysomelidae. Fue descrita científicamente en 1965 por Wilcox.